# Distretto di Khoua
Il distretto di Khoua è uno dei sette distretti (mueang) della provincia di Phongsali, nel Laos. Ha come capoluogo la città di Khoua.